# Івона Бояр
Івона Бо́яр (пол. Iwona Bojar; * 26 травня 1975) — польський гінеколог та акушер, професор і доктор габілітований медичних наук, директор Інституту сільської медицини імені Вітольда Ходзька.

## Життєпис

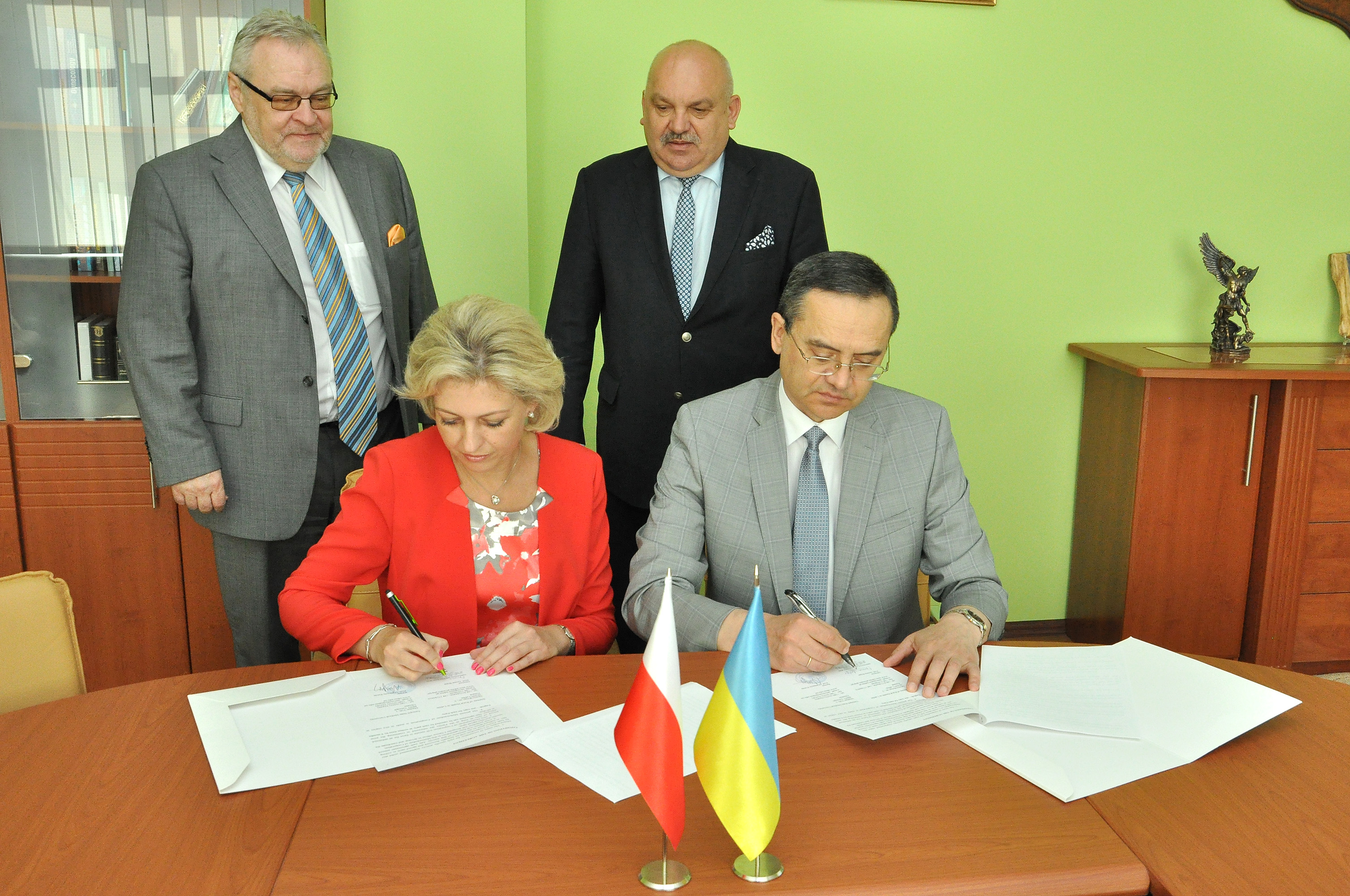
Івона Бояр i Михайло Корда підписують угоду про співпрацю між Інститутом сільської медицини імені Вітольда Годзького і ТДМУ

У 2000 закінчила з відзнакою медичний факультет Люблінської медичної академії.
У 2001—2004 роках — навчалася в аспірантурі на кафедрі управління та економіки охорони здоров'я Люблінської медичної академії.
У 2000—2001 — післядипломне стажування в Окружному залізничному шпиталі в Любліні, у 2002—2004 — стажування в Крайовій лікарні ім. Івана Богослова в Любліні.
У 2005—2009 — співробітниця кафедри та інституту управління та економіки охорони здоров'я Люблінської медичної академії, у 2005—2007 — помічник (ад'юнкт), у 2007—2009 — доцент на кафедрі цього ж вишу.
У 2004—2009 — асистент, а від 2009 — старший помічник в акушерсько-гінекологічному відділенні Крайової лікарні ім. Івана Богослова в Любліні.
Від червня 2009 і донині — доцент кафедри Національної обсерваторії здоров'я і безпеки працівників сільського господарства Інституту сільської медицини в Любліні, від 1 вересня 2009 — керівник спеціалізованої клініки та професійних захворювань Інституту сільської медицини в Любліні.
18—20 квітня 2013 року брала участь в українсько-польському симпозіумі «Досвід, реалії і перспективи розвитку систем охорони здоров'я», організованому Львівським національним медичним університетом імені Данила Галицького (кафедра організації і управління охороною здоров'я, завідувач — професор Олег Любінець) та Польським Товариством соціальної медицини і громадського здоров'я (президент — професор Альфред Овоц).